# Armstrong Whitworth F.K.1
Armstrong Whitworth F.K.1 (Armstrong Whitworth Sissit) – brytyjski dwupłatowy jednoosobowy samolot myśliwski z I wojny światowej, zaprojektowany i zbudowany w wytwórni Sir W.G. Armstrong, Whitworth & Co., Ltd. Zbudowana w jednym egzemplarzu maszyna miała słabe osiągi i pozostała na etapie prototypu.

## Historia
Armstrong Whitworth F.K.1, znany również pod nazwą Armstrong Whitworth Sissit, był pierwszym projektem holenderskiego konstruktora Fredericka Koolhovena, zrealizowanym w wytwórni Sir W.G. Armstrong, Whitworth & Co., Ltd. w Gosforth. Jeszcze na etapie planowania tego niewielkiego samolotu myśliwskiego zmieniono jego układ z jednopłatu na dwupłat. Ukończony we wrześniu 1914 roku prototyp został oblatany przez samego głównego konstruktora. Był to prostej konstrukcji, jednomiejscowy samolot z jednoprzęsłową komorą płatów; skrzydła były umieszczone bez przesunięcia, z dużą odległością między nimi. Kadłub, przypominający kształtem przedwojenne jednopłatowce Morane-Saulnier, miał z boku trójkątne zakończenie, stery wysokości były podzielone; nie było statecznika pionowego, a jedynie zrównoważony ster kierunku. Według projektu płatowiec miał być napędzany silnikiem rotacyjnym Gnome o mocy 59 kW (80 KM), jednak prototyp otrzymał słabszą jednostkę tej firmy o mocy 37 kW (50 KM).
W wyniku badań w locie na samolocie zamontowano statecznik pionowy oraz powiększono powierzchnię lotek, nadając im stożkowy kształt. Na tak zmodyfikowanej maszynie loty odbywał B.C. Hucks i inni piloci Royal Naval Air Service. Z powodu niewystarczającej mocy napędu F.K.1 przegrał rywalizację z konkurentami klasy scout z firm Sopwith, Bristol i Martinsyde, a jego dalszy rozwój został wstrzymany.

## Opis konstrukcji i dane techniczne
Armstrong Whitworth F.K.1 był jednosilnikowym, jednoosobowym dwupłatem myśliwskim. Napęd stanowił chłodzony powietrzem 7-cylindrowy silnik rotacyjny Gnome o mocy 37 kW (50 KM). Prędkość maksymalna wynosiła 121 km/h, a minimalna 48 km/h.